# Connie Francis
Concetta Rosa Maria Franconero  (n. 12 decembrie 1937, Newark, New Jersey, SUA – d. 16 iulie 2025), cunoscută sub numele de scenă Connie Francis, a fost o cântăreață americană de muzică pop.